# Jaromír Klempíř
Jaromír Klempíř (* 5. Juni 1944 in Velká Chuchle; † 13. Juli 2016) war ein tschechischer Pianist und Komponist.
Der Bruder des Musikers und Ethnographen Jaroslav Klempíř spielte seit seiner Kindheit Klavier, besuchte eine Musikschule und studierte nach dem Abitur am Prager Konservatorium Schlagzeug, Komposition und Dirigieren. Während des Studiums wurde er 1961 Pianist in der Rock-’n’-Roll-Band EP Hi-Fi (später Olympik) von Pavel Sedláček. Als er nach einer Verkleinerung der Gruppe nicht als Pianist übernommen wurde, sprach ihn der Texter Jiří Štaidl an, ob er Interesse habe, als Begleiter für Karel Gott zu arbeiten. Er stimmte zu und baute mit Staidl und dessen Bruder Ladislav die Gruppe Apollo auf.
Er komponierte in den nächsten Jahren Songs wie Láska až za hrob (1965), C´est la vie und Pošli to dál für Karel Gott sowie Kdybys byl varhaník für Vlasta Kahovcová und Kam letí ten čáp für Pavlína Filipovská, die gleichfalls mit der Gruppe Apollo auftraten. Kurz vor einer Reise der Gruppe mit Karel Gott nach Las Vegas hatte er einen schweren Autounfall und war in der Folge ein Jahr lang an das Bett gefesselt. In dieser Zeit komponierte er u. a. Titel für Jiří Štědron und Helena Vondráčková. Nach der Rückkehr Karel Gotts aus den USA komponierte er weitere erfolgreiche Titel für ihn (Proč ptáci zpívají, Hej páni konšelé), komponierte aber auch für Sänger wie Karel Hála (Síť houpací), Hana Pazeltová (Půjdu dál) und die Golden Kids. Außerdem komponierte er Musik für Václav Neckářs Filme Kulhavý ďábel (1968) und Slasti otce vlasti (1969). Ende der 1960er Jahre arbeitete er außerdem als Redakteur bei Supraphon und Mitglied der Bands Swing Quartet und Jazz Revue.
In den 1970er Jahren komponierte Klempíř neben Filmmusiken Popsongs für Sänger wie Hana Zagorová (Devět poupat), Jana Matysová (Kouzelný proutek), Božena Medková (Hrušky sládnou), Miluška Voborníková (Dobře, že tě, mámo, mám) und Waldemar Matuška (Kluci do nepohody, Dým nad střechami, Jen se přiznej, že ti scházím). Ab 1974 war er Mitglied des Tschechischen Fernsehorchesters. Ende der 1970er Jahre komponierte er für Hana Zagorová u. a. die Lieder aus Čas nezralých malin und den Song Setkání.
In den 1980er Jahren war Klempíř vor allem als Filmmusikkomponist (Kluci do nepohody, Dým nad střechami, Jen se přiznej, že ti scházím) aktiv, daneben hatte er auch Erfolg mit Kinderliedern. In den 1990er Jahren hatte er Auftritte am Theater Semafor und begleitete Jiří Suchý und Jitka Molavcová bei Konzerten. 2099 wirkte er an der Musik zum Film Zemský ráj to napohled mit. Insgesamt wurden über 100 seiner Songs auf Audiomedien veröffentlicht. Klempíř starb 2016 an den Folgen einer Krebserkrankung.